# Владимир Басов
Владимир Павлович Басов (28 юли 1923 – 17 септември 1987) е съветски филмов режисьор, киноактьор и сценарист. Заслужил деятел на изкуствата на РСФСР (1964). Член на КПСС от 1948 г. Народен артист на СССР (1983). Участва във Великата отечествена война и получава военното звание капитан. Носител е и на орден „Червена звезда“.

## Режисьорка дейност
- „Школа за мъжество“ – 1954 г.
- „Първи радости“ – 1956 г.
- „Необикновено лято“ – 1957 г.
- „Животът преминава“ – 1959 г.
- „Тишина“ – 1964 г.
- „Щит и меч“ – 1968 г.

## Избрана филмография
- Операция „Ы“ и други приключения на Шурик - 1965 г.
- Афоня - 1975 г.